# Apparatewerk Bayern
Die Apparatewerk Bayern GmbH, oft kurz AWB, war ein in Dachau ansässiger Hersteller von phonotechnischen Erzeugnissen. Die Firma bestand von 1951 bis 1956.

## Vorgeschichte
Nach dem Zweiten Weltkrieg befanden sich die Produktionsstätten von Telefunken großteils in der Sowjetischen Besatzungszone. Noch im Herbst 1945 nahm Telefunken die Produktion von Rundfunkgeräten in sanierten und ausgebauten Baracken des Konzentrationslagers Dachau wieder auf. Auflagen der Besatzungsmächte, Engpässe bei der Beschaffung von Teilen und die allgemeine wirtschaftliche Situation sorgten allerdings dafür, dass dem Unternehmen kein großer Erfolg beschieden war. Bereits 1949 wurde ein großer Teil der Belegschaft entlassen und 1951 wurde die Produktion schließlich vollständig nach Hannover verlegt.

## 1951 bis 1956
Mit Förderung des bayerischen Staates wurde auf dem Gelände das Apparatewerk Bayern begründet, welches zunächst Geräte wie die elektronische Orgel Polychord, zu deren Entwicklung Pionier in der Entwicklung elektronischer Musikinstrumente Harald Bode beitrug, das Tonbandgerät Ferrochord und Verstärkertechnik herstellte. 1953 schloss AWB einen Vertrag mit dem Neckermann Versand über die Belieferung mit Rundfunkgeräten. Ein gemeinsam mit Neckermann entwickelter und für 187 DM vertriebener „Klaviertastensuper mit UKW-, Mittel- und Langwellenteil“ wurde „der sensationelle Verkaufserfolg, der den Namen Neckermann über den Flüchtlings- und Landbewohner-Kundenkreis der Firma hinaus der breiten Öffentlichkeit bekanntwerden ließ.“
Bereits im Jahr darauf ersetzte Neckermann aber AWB durch Körting, das auch Fernsehgeräte anbieten konnte, als Hauslieferanten für Rundfunkgeräte. Die Überlebensfähigkeit von AWB war damit nicht mehr gewährleistet und 1956 wurden die Produktionsstätten von Grundig übernommen.